# Xenoschesis ustulata
Xenoschesis ustulata är en stekelart som först beskrevs av Desvignes 1856.  Xenoschesis ustulata ingår i släktet Xenoschesis och familjen brokparasitsteklar. Arten är reproducerande i Sverige. Inga underarter finns listade i Catalogue of Life.